# Escudo de San Andrés, Providencia y Santa Catalina
El Escudo de San Andrés, Providencia y Santa Catalina es el principal emblema y uno de los símbolos oficiales del departamento colombiano del Archipiélago de San Andrés, Providencia y Santa Catalina.

## Blasonado
Terciado en banda. Primero, de gules, una Cruz de San Andrés de plata. Segundo, tres bandas con los esmaltes y proporciones de la bandera de Colombia. Tercero, de azur, tres estrellas de plata. Por divisa, cinta de oro con el lema en sable “SAN ANDRÉS Y PROVIDENCIA ISLAS”.

- Datos: Q1733607